# Microdeal
Microdeal était un studio de développement de jeux vidéo actif dans les années 1980 et 1990. Il était basé à St Austell. 

## Ludographie
- 3D-Calc
- 8-Ball
- Airball
- Air Traffic Control
- Alcatraz
- Amiga Soccer
- Arena 3000
- Athletyx
- Backgammon
- Beam Rider
- Bubble Buster (Pocket Money)
- Buzzard Bait
- Cashman
- Chambers
- Cosmic Zap
- Crash
- Crazy Painter
- Cuber
- Cuthbert Enters the Tombs of Doom
- Cuthbert Goes Digging
- Cuthbert Goes Walkabout
- Cuthbert in the Cooler
- Cuthbert in the Jungle
- Cuthbert in the Mines
- Cuthbert in Space
- Danger Ranger
- Datafall (Pocket Money)
- Defense
- Devil Assault
- Dragonhawk
- Dragon Invaders
- Dungeon Raid
- El Diablero
- Electron
- Fearless Freddy (Pocket Money)
- Filmastr (base de données)
- Flipper
- Frogger
- Galagon
- Goldrunner
- Goldrunner II
- Grabber
- The Grail
- Ice Castles
- Invaders' Revenge
- Jerusalem: Adventure II
- Jet Boot Colin (Pocket Money)
- Katerpillar Attack
- Keys of the Wizard
- The King (aussi connu sous le nom de Donkey King)
- King Tut
- The Lands of Havoc
- Major Motion
- Mr. Dig
- Mansion:Adventure I
- Module Man
- Mudpies
- Pengon
- Phantom Slayer
- Pit Fiend (Pocket Money)
- Planet Invasion
- Robin Hood (Pocket Money)
- Shock Trooper
- Skramble
- Slide (Pocket Money)
- Space Shuttle
- Space War
- Speed Racer
- Syzygy
- Talking Android Attack
- Tanglewood
- Tea Time (Pocket Money)
- Tele-Artist (logiciel graphique)
- Tele-Forth (outil de programmation en Forth)
- Telewriter (logiciel de traitement de texte)
- Time Bandit
- Touchstone
- Trekboer
- Ultimate: Adventure IV
- Williamsburg: Adventure III
- Worlds of Flight